# ویتالی دونایتسف
ویتالی دونایتسف (روسی: Виталий Владимирович Дунайцев؛ زادهٔ ۱۲ آوریل ۱۹۹۲) بوکسور اهل روسیه است.
وی در مسابقات کشوری و بین‌المللی در مجموع برندهٔ ۲ مدال طلا، ۱ مدال برنز شده‌است.